# سهره مورچه‌گیر پیشانی‌سرخ
سهره مورچه‌گیر پیشانی‌سرخ (نام علمی: Parmoptila rubrifrons) گونه‌ای از پرندگان آوازخوان است که در غرب آفریقا یافت می‌شود. مانند همهٔ سهره‌های مورچه‌گیر، به‌طور آزمایشی در خانواده سهرگان ریز (Estrildidae) جای می‌گیرد. اغلب دربرگیرندهٔ مورچه جیمسون شرقی (P. jamesoni) به عنوان یک زیرگونه است.